# Pholcus atrigularis
Pholcus atrigularis is een spinnensoort uit de familie trilspinnen (Pholcidae). De soort komt voor in Maleisië, Singapore en Indonesië.